# اداموا-زاستاوا
اداموا-زاستاوا (به لاتین: Adamowo-Zastawa) در لهستان است که در Gmina Mielnik واقع شده‌است.

## خصوصیات
اداموا-زاستاوا ۱۶۰ نفر جمعیت دارد.